# 特別軍事行動參與者紀念獎章
特別軍事行動參與者紀念獎章（俄语：Памятная медаль «Участнику специальной военной операции»），是俄羅斯聯邦國家近衛軍於2022年5月26日設立的官方紀念獎章，用於表彰俄羅斯入侵烏克蘭的參與者。

## 歷史
2022年2月24日，俄羅斯發動對烏克蘭的入侵。根據俄羅斯官方說法，俄羅斯聯邦武裝力量正在「烏克蘭、頓涅茨克人民共和國和盧甘斯克人民共和國領土上開展特別軍事行動」。而在聯合國官方文件和聲明中，烏克蘭的軍事衝突被定性為戰爭。
根據俄羅斯聯邦國家近衛軍於2022年5月26日發佈的第170號命令，設立特別軍事行動參與者紀念獎章；該命令於俄羅斯司法部登記，並於2022年6月27日發佈。

## 授予紀念獎章的規定
根據2022年5月26日第170號俄羅斯聯邦國家近衛軍批准的紀念獎章章程，授予：
- 軍事人員、在俄羅斯聯邦國家近衛軍服役並具有特別警察級別的人員、國家公務員和參加特別軍事行動的國家近衛軍僱員、義務役（動員兵）[3]
- 已在國家近衛軍完成兵役者（服役，從事勞動活動），曾參加特別軍事行動者，在服役中表現良好的人[3]
- 在特別軍事行動期間協助執行分配給國家近衛軍的任務之傑出人士[3]

## 說明
紀念獎章由獎牌和五角條狀授帶組成。獎牌由鎳銀製成，呈銀色圓形，兩邊都有凸邊。直徑32毫米。正面有一個銀色風格的士兵形象，手持機槍，背景是一條以字母Z形式折疊成三折的銀色絲帶。在半圓形圖像上方有一個栗色題詞「特別軍事行動參與者」（«УЧАСТНИКУ СПЕЦИАЛЬНОЙ ВОЕННОЙ ОПЕРАЦИИ»）。在圖像下方放置了一個半圓形的月桂花環，上面纏繞著一條帶有栗色題詞「俄羅斯聯邦國家近衛軍」（РОСГВАРДИЯ）縮寫的絲帶。
在獎牌背面，其上部是俄羅斯聯邦國家近衛軍的紋章；其下部，有分為兩行，題詞「俄羅斯聯邦國家近衛軍」（«ВОЙСКА НАЦИОНАЛЬНОЙ ГВАРДИИ РОССИЙСКОЙ ФЕДЕРАЦИИ»）銘文。
獎牌可通過其上一個孔眼和一個環連接到一個五角條狀授帶上，條狀授帶上覆蓋著一條栗色的雲紋帶。授帶的左半部分帶有藍色條紋（寬度1毫米），右半部分帶有白色條紋（寬度2毫米）。在授帶右半部分的中央有一條黃色條紋（寬度1毫米）。授帶的寬度為24毫米。

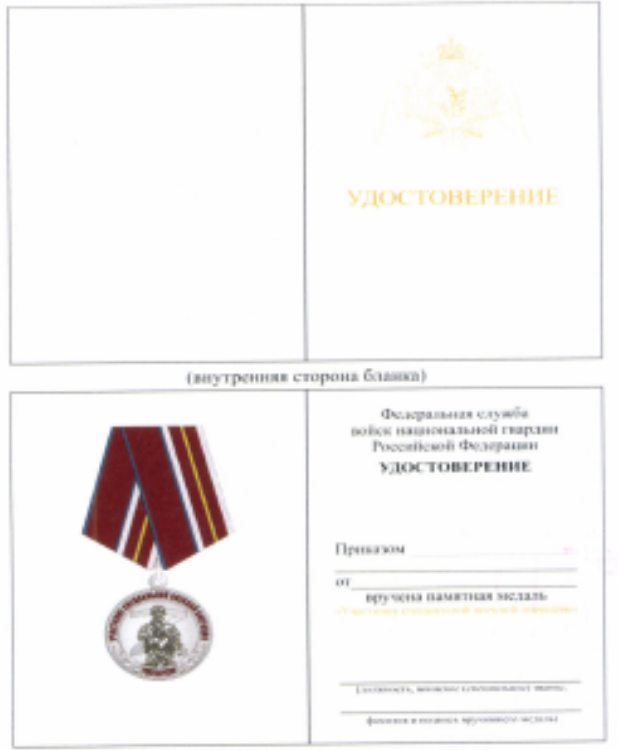
獎章證書
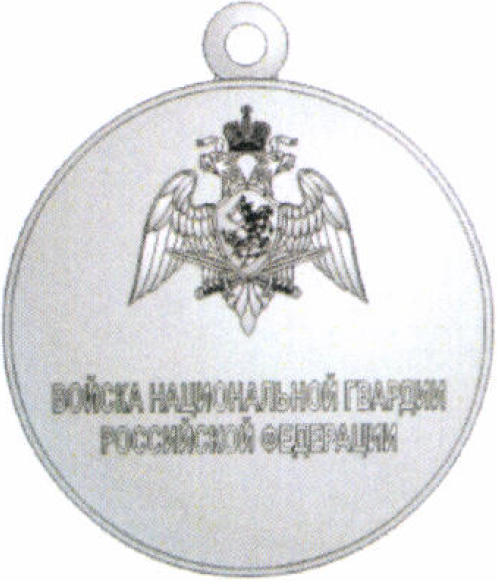
獎牌背面